# 吳其沆
吴其沆（1620年—1645年），字同初，南直隸嘉定縣（今上海市嘉定區）人。
明泰昌元年（1620年）出生，嘉定縣學生員。清军南下，吴其沆與顾炎武及歸莊加入佥都御史王永柞的義軍。清顺治二年（1645年）七月初六日，清兵攻陷昆山城，城陷殉難，年僅二十六歲。